# Bundesautobahn 687
Bundesautobahn 687 (Abkürzung: BAB 687) – Kurzform: Autobahn 687 (Abkürzung: A 687) – war der Projektname einer geplanten Autobahn von Stockstadt am Main nach Obernburg am Main. Die Autobahn sollte an der Anschlussstelle Mainhausen der A 45 beginnen, danach in großem Bogen westlich um Aschaffenburg herumführen und dann linksmainisch bis nach Obernburg am Main verlaufen. Realisiert wurde stattdessen der vierspurige Ausbau der Bundesstraße 469, der kurz vor der Anschlussstelle Stockstadt der A 3 beginnt und inzwischen bis hinter Trennfurt reicht. Von dort führt die Bundesstraße 469 größtenteils zweispurig weiter bis Amorbach.
Warum die Strecke nie als Autobahn beschildert wurde, konnte auch das zuständige Straßenbauamt in Aschaffenburg nicht mehr ermitteln. Eine Möglichkeit wäre, dass der auf vier Fahrstreifen ausgebaute Abschnitt der B 469 nicht die Mindestnormen einer Autobahn, sondern lediglich die Mindestnormen einer Kraftfahrstraße erfüllt. So sind die beiden Fahrstreifen je Richtung zusammen lediglich 7,5 Meter breit, auf Autobahnen werden 11,5 Meter gefordert. Zusätzlich fehlen Seitenstreifen. Der Mittelstreifen ist so schmal, dass die Entwässerung Schwierigkeiten bereitet. Außerdem behindern kurze Beschleunigungsstreifen an den Anschlussstellen ein leichtes Einfädeln.
Der schnurgerade neun Kilometer lange Abschnitt zwischen Großostheim-Mitte und Obernburg-Nord wird im Volksmund als Langes Handtuch bezeichnet.
Geplant war auch ein Autobahnkreuz im Bereich der Anschlussstelle Großostheim-Nord. Hier hätte die auch nicht verwirklichte Verlängerung der A 680 aus Darmstadt gekreuzt.